# Gouvernes
Gouvernes ist eine französische Gemeinde mit 1175 Einwohnern (Stand 1. Januar 2022) im Département Seine-et-Marne in der Region Île-de-France. Sie gehört zum Arrondissement Torcy und zum Kanton Lagny-sur-Marne. Gouvernes gehört zur Ville nouvelle Marne-la-Vallée. Die Einwohner werden Gouverniaux genannt.

## Geographie
Gouvernes liegt östlich von Paris und umfasst eine Fläche von 272 Hektar. 
Nachbargemeinden sind:
- Lagny-sur-Marne im Nordosten
- Conches-sur-Gondoire im Osten
- Guermantes im Südosten
- Bussy-Saint-Martin im Südwesten
- Saint-Thibault-des-Vignes im Westen und Nordwesten

## Bevölkerungsentwicklung
| Jahr      | 1962 | 1968 | 1975 | 1982 | 1990 | 1999 | 2006 | 2017 |
| Einwohner | 551  | 529  | 692  | 764  | 934  | 1024 | 1069 | 1176 |

## Sehenswürdigkeiten
- Kirche Saint-Germain

Siehe auch: Liste der Monuments historiques in Gouvernes